# Ceraeochrysa
Ceraeochrysa är ett släkte av insekter. Ceraeochrysa ingår i familjen guldögonsländor.

## Dottertaxa tillCeraeochrysa, i alfabetisk ordning[1]
- Ceraeochrysa acmon
- Ceraeochrysa acutipuppis
- Ceraeochrysa adornata
- Ceraeochrysa anceps
- Ceraeochrysa angulata
- Ceraeochrysa ariasi
- Ceraeochrysa arioles
- Ceraeochrysa aroguesina
- Ceraeochrysa berlandi
- Ceraeochrysa caligata
- Ceraeochrysa castilloi
- Ceraeochrysa caucana
- Ceraeochrysa cincta
- Ceraeochrysa claveri
- Ceraeochrysa costaricensis
- Ceraeochrysa cubana
- Ceraeochrysa discolor
- Ceraeochrysa dislepis
- Ceraeochrysa dolichosvela
- Ceraeochrysa effusa
- Ceraeochrysa elegans
- Ceraeochrysa everes
- Ceraeochrysa fairchildi
- Ceraeochrysa falcifera
- Ceraeochrysa fiebrigi
- Ceraeochrysa gradata
- Ceraeochrysa inbio
- Ceraeochrysa indicata
- Ceraeochrysa infausta
- Ceraeochrysa josephina
- Ceraeochrysa lateralis
- Ceraeochrysa laufferi
- Ceraeochrysa lineaticornis
- Ceraeochrysa michaelmuris
- Ceraeochrysa montoyana
- Ceraeochrysa nigripedis
- Ceraeochrysa nigripes
- Ceraeochrysa paraguaria
- Ceraeochrysa pseudovaricosa
- Ceraeochrysa rafaeli
- Ceraeochrysa reddyi
- Ceraeochrysa reducta
- Ceraeochrysa rochina
- Ceraeochrysa sanchezi
- Ceraeochrysa scapularis
- Ceraeochrysa silvanoi
- Ceraeochrysa smithi
- Ceraeochrysa squalidens
- Ceraeochrysa squama
- Ceraeochrysa tauberae
- Ceraeochrysa tenuicornis
- Ceraeochrysa tucumana
- Ceraeochrysa valida